# Kids in Love (álbum)
 Kids in Love es el segundo álbum de estudio del DJ y productor discográfico noruego Kygo, con las colaboraciones de John Newman, Jason Walker, Oliver Nelson, Bonnie McKee, OneRepublic, Wrabel, The Night Game, James Abrahart y Billy Raffoul. Fue lanzado por Sony Music y Ultra Music el 3 de noviembre de 2017. El sencillo principal y canción que da título al álbum, «Kids in Love», fue lanzado el 20 de octubre de 2017. 

## Antecedentes y promoción
En un video publicado en sus redes sociales el 19 de octubre de 2017, Kygo anunció que «Kids in Love» sería el título de su segundo álbum de estudio, y reveló su fecha de lanzamiento. Habló sobre la inspiración detrás del título del álbum, diciendo: «Ser un niño enamorado ('kid in love' en inglés) representa ese concepto de sentirte apasionado por alguien o algo. He sido un apasionado por tocar el piano desde los 6 años, y cada vez que hago una canción o melodía que realmente me gusta, me siento como un niño enamorado".
Después de publicar el sencillo principal «Kids in Love», Kygo comenzó a compartir canciones como sencillos promocionales del álbum a diario, comenzando el 27 de octubre de 2017. Anunció la gira «Kids in Love» el 30 de noviembre de 2017, con Gryffin, Blackbear y Seeb como invitados especiales.
Kygo comentó a Billboard en una entrevista que el álbum fue inspirado por Michael Jackson, Foo Fighters, Red Hot Chili Peppers, Avicii y Bon Iver. En una conversación con Las Vegas Weekly, mencionó que estaba intentando «encontrar sonidos de personas más desconocidas que tengan grandes ideas» y así crear música reconocible.

## Recepción

### Crítica
David Rishty de Billboard tuvo una opinión positiva del álbum, escribiendo que «mezcla una multitud de géneros, pero logra reunir un cuerpo de trabajo cohesionado, que irradia el sonido característico de Kygo». Neil Z. Yeung de AllMusic describió el álbum como «más parecido a un EP» debido a su corta duración, pero elogió a Kygo por «dar pasos estilísticos fuera de su zona de confort», lo que «evita gran parte de la homogeneidad» de su anterior «superlleno» álbum Cloud Nine. El crítico concluyó la reseña escribiendo que el disco «rebosa de sentimiento y mantiene su impulso a lo largo, proporcionando una mezcla extremadamente edificante y empoderadora». Mark Mancino de The Nocturnal Times escribió que Kids in Love «presenta una evolución madura del sonido tropical característico que lo ha hecho famoso», y calificó a «Permanent» como una de sus pistas favoritas de 2017, debido a su «letra poderosamente efectiva y melodías eufóricas».
James Shotwell de Substream Magazine criticó el álbum por su falta de originalidad y «gran impacto emocional». Concluyó calificándolo como «un lanzamiento perfectamente agradable, en gran parte olvidable, que ayudará a ampliar las listas de reproducción de los fanáticos de la música electrónica sin desanimar por completo a los oyentes de Kygo de toda la vida». De manera similar, Ollie Webber de The Edge señaló cómo, a pesar de la presencia de algunas canciones destacadas, otras se sentían «insípidas y olvidables» y que el álbum en su conjunto «no logró cumplir con el potencial emocional de su título».

## Lista de canciones
Toda la música fue compuesta por Kygo

| Kids in Love |                                                     |                                                               |                                                                     |                  |          |  |
| N.º          | Título                                              | Letras                                                        | Música                                                              | Productor        | Duración |  |
| 1.           | «Never Let You Go» (con John Newman)                | Newman                                                        | Newman                                                              | Kygo             | 3:52     |  |
| 2.           | «Sunrise» (con Jason Walker)                        | Walker, David Frank, Petey Martin                             | WalkerFrankMartin                                                   | Kygo             | 3:34     |  |
| 3.           | «Riding Shotgun» (con Oliver Nelson y Bonnie McKee) | McKee, Jessie Malakouti                                       | Nelson, McKee, Malakouti                                            | Kygo, Nelson     | 3:18     |  |
| 4.           | «Stranger Things» (con OneRepublic)                 | Ryan Tedder                                                   | Tedder, Casey Smith                                                 | Kygo             | 3:41     |  |
| 5.           | «With You» (con Wrabel)                             | Wrabel, Erik Hassle                                           | Wrabel, Hassle, Drew Pearson                                        | Kygo             | 3:30     |  |
| 6.           | «Kids in Love» (con The Night Game)                 | Linda Karlsson, Sonny Gustafsson, Martin Johnson, Kyle Puccia | Karlsson, Johnson, Gustafsson, Pete Townshend                       | Kygo             | 4:23     |  |
| 7.           | «Permanent» (con JHart)                             | James Abrahart                                                | Abrahart, Johnny Price                                              | Kygo             | 3:48     |  |
| 8.           | «I See You» (con Billy Raffoul)                     | Raffoul, Morten Pilegaard, Jaramye Daniels                    | Raffoul, Pilegaard, Daniels                                         | Kygo             | 3:48     |  |
| 9.           | «Stargazing» (con Justin Jesso)                     | Jesso                                                         | Kygo, Jamie Hartman, Stuart Crichton                                | Kygo             | 3:45     |  |
| 10.          | «It Ain't Me» (con Selena Gomez)                    | Gomez, Brian Lee, Ali, Tamposi                                | Kygo, Andrew Watt                                                   |                  | 3:40     |  |
| 11.          | «First Time» (con Ellie Goulding)                   | Goulding, Fanny Hultman, Jenson Vaugn, Sara Hjellström        | Kygo, Alexsej Vlasenko, Jonas Kalisch, Jeremy Chacon, Henrik Meinke | Kygo, Hitimpulse | 3:14     |  |
| 12.          | «This Town» (con Sasha Sloan)                       | Sloan, Noonie Bao                                             | Sloan, Bao                                                          | Kygo, Sloan      | 3:22     |  |
| 43:55        |                                                     |                                                               |                                                                     |                  |          |  |